# 岡越前守
岡 越前守（おか えちぜんのかみ、? - 元和元年7月29日（1615年9月21日））は安土桃山時代から江戸時代初頭にかけての武将。備前宇喜多氏の重臣で、岡家利（豊前守）の子。宇喜多騒動によって宇喜多家を去り、徳川家康に仕えたが、大坂の陣において息子の岡平内が大坂方で戦ったため、戦後に父子ともに死を命じられた。
確実な史料では実名は不明である。家利、家俊とされることがあり、実際に家利を名乗った父（豊前守。軍記物等では「岡利勝」とされる）としばしば混同される。このほか、実名を貞綱や真綱、通称を九郎右衛門として言及されることもある。

## 生涯

### 宇喜多家家臣として
宇喜多直家の死後、家督は少年の宇喜多秀家（八郎）が相続するが、家政は叔父の宇喜多忠家や、明石行雄（飛騨守）・富川秀安（平右衛門、のち肥後守）・長船貞親（又左衛門、のち越中守）・岡家利（平内、のち豊前守）といった有力家臣（家老）の集団指導体制となったと見られる（うち、秀安・貞親・家利が後世の編纂物において宇喜多直家の股肱の臣である「三人家老」などと呼ばれることになる）。
『戸川家譜』（秀安の子・戸川達安による編纂物）によれば、小田原攻めの際に宇喜多家の軍勢は富川（戸川）達安・長船紀伊守ら「備前三家老」が「一日替りに先手」を務めたという。
『戸川家譜』では小田原攻めに岡家利は参加していないことが記されており、後継者の岡越前守が加わっていた可能性がある。
岡家利は、天正20年（1592年）9月23日に朝鮮で討死したことが、鎌倉妙本寺の過去帳で知られる。
文禄3年（1594年）、宇喜多秀家の領国では惣国検地が行われた。出頭人中村次郎兵衛の発案、重臣長船紀伊守（貞親の後継者）の承諾によって推進されたものという（『戸川家譜』などの編纂物では、検地を失政とし、中村・長船がことさらに悪人として描かれているが、検地自体はかれらの独走ではなく有力家臣の協力で進められたと見られ、富川達安・岡越前守・長船紀伊守が検地奉行を務めていたと見られる寺社領検地の文書も残されている）。有力家臣の知行地変更や、かつては同格の地域領主であった宇喜多家との関係が絶対的主従関係に変化することへの抵抗などによって、家中に混乱が生じたとされる。これは、富川（戸川）達安・浮田左京亮（のちの坂崎直盛）・岡越前守・花房秀成（のちの花房正成）らがグループを形成し、中村次郎兵衛・長船紀伊守らのグループと対立する家中抗争に発展することになる。
慶長4年（1599年）の末から慶長5年（1600年）の正月頃、大坂城下の浮田左京亮屋敷に戸川達安・岡越前守・花房秀成らが集まって武装蜂起の構えを見せ、主君宇喜多秀家に公然と反抗の姿勢を示した。中村次郎兵衛の排除を狙ったと見られる。秀家は家中抗争の収拾に失敗し、徳川家康が調停に乗り出して事態は収まった（宇喜多騒動）。しかし最終的に彼らは宇喜多家を離れることとなる。慶長5年（1600年）5月ごろ、再び秀家と対立した岡越前守は、宇喜多家を致仕した。
なお『戸川家譜』によれば、岡越前守は明石掃部（明石全登）の妹婿、越前守の嫡子の岡平内は掃部の娘婿であり、岡家と明石家は重縁で結ばれていた。

### 宇喜多家改易後の岡越前守
関ヶ原の合戦後、宇喜多家は改易された。徳川家康に仕えた岡越前守は、備中国川上郡のうち（成羽地域）で6000石の知行地を得た。岡越前守は鶴首城（現在の岡山県高梁市成羽町下原）に入ったいう説がある。

#### 『寛政重修諸家譜』の記述
寛永18年（1641年）、京都で小児科医を務めていた岡寿元（岡甫庵）は幕府に召し出されて奥医師となり、子孫は旗本となった。このため幕府が編纂した『寛永諸家系図伝』（以下『寛永系図』）・『寛政重修諸家譜』（以下『寛政譜』）には、奥医師の岡家の系図がある。『寛永系図』には、岡寿元の家の祖として岡家俊（九郎右衛門）の名が挙げられ、宇喜多秀家に仕えていたという情報のみが記されていた。しかし、『寛政譜』編纂時に岡家が提出した系譜（呈譜）では、以下の新たな情報が付加されている。
祖先の岡越前守某（はじめ九郎右衛門）は、朝鮮で陣没した「豊前守元忠」の子である。慶長5年（1600年）、越前守は浮田左京亮・戸川達安・花房正成らとともに宇喜多家を去ったが、のちに徳川家に召し出されて6000石を与えられた。越前守の長男である岡平内は父から勘当され、「外戚」であった明石全登を頼ってその麾下となり、大坂の陣では大坂方で戦った。元和元年（1615年）の大坂落城後、岡平内は江戸で切腹させられ、これに連座した越前守も7月6日に京都の妙顕寺において切腹した。
『寛永系図』では、家俊に家重（弥伝次、道和）と家成（市助）の2子を載せ、いずれも宇喜多秀家に仕えていたとする。家重について、『寛政譜』編纂時の呈譜では弥伝次の実名を「元春」とし、越前守の二男（平内の弟）と位置付けている。家重は宇喜多家改易後、京都で小児科の医術を学んだ。家重の実子である元勝（九郎右衛門、智庵）は京都で医師となった。幕府に仕えた岡寿元（甫庵）は家成の子で、伯父である家重の養子となっている。

#### 『駿府政事録』（『駿府記』）の記述
『駿府政事録』（別名『駿府記』）の記述によれば、岡越前守の子息である岡平内は、慶長19年（1614年）9月19日にキリシタンの原主水をかくまった廉で改易となったが、越前守は赦免された。
しかし大坂の陣後の元和元年（1615年）7月29日に越前守は京都妙顕寺で切腹させられ、平内（明石掃部の縁者とある）は梟首とされた。

## 備考
- 上野国吾妻郡大戸には、「岡成之」という人物が1万石で封じられていたとされる[28]。岡成之は、大坂の陣の際に大坂城内と連絡（通牒）を行ったため、息子とともに京都の妙顕寺に幽閉され、次いで自刃させられたという[28]。ただしこの人物についての系譜関係や事績などは不明で[28]（『群馬県史』（1917年）は、岡成之は越前守に叙されたとする）、『角川日本地名大辞典』は大戸藩について「藩の存立自体に疑問がある」としている[29]（大戸藩参照）。
- 徳川家綱の生母・お振の方（自証院）は、蒲生家旧臣・岡家ゆかりの人物であるとされるが、『柳営婦女伝系』は岡家について錯綜した諸説を記している[注釈 7]。蒲生家重臣の岡重政（半兵衛）の嫡男「岡左内」（岡貞綱、越後守）は蒲生家中の武勇の者として知られたことが紹介されているが、一説としてこの「岡左内」は「宇喜多の長臣」で、宇喜多家滅亡後は徳川家康に1万石で仕えたものの、大坂の陣の際に城方に内通したとして切腹した、といったことが記される[5]。このほか『柳営婦女伝系』では、「岡左内」（岡越後守）と岡半兵衛とは別家であって親子ではないという「一説」も紹介している[5]（実際には蒲生家中の岡左内（岡越後守）は岡定俊であり、岡重政（半兵衛）とも、宇喜多家重臣の岡越前守とも別家・別人というのが妥当である）。『柳営婦女伝系』の岡家系図は、これら諸説を折衷してまとめたものとなっており、岡重政（半兵衛）の嫡男の岡貞綱（左内、越前守、越後守）は猪苗代城主1万石であったが、息子の岡平内（母は明石掃部の娘）とともに大坂方内通の罪により元和元年（1615年）7月6日に京都の妙顕寺で切腹したと載せる[5]。